# Archidiocèse de Monreale
Ne doit pas être confondu avec Archidiocèse de Montréal.
L'archidiocèse de Monreale (en latin : Diœcesis Montis Regalis ; en italien : Diocesi di Monreale) est un archidiocèse de l'Église catholique en Italie, suffragant de l'archidiocèse de Palerme et appartenant à la région ecclésiastique de Sicile.

## Territoire

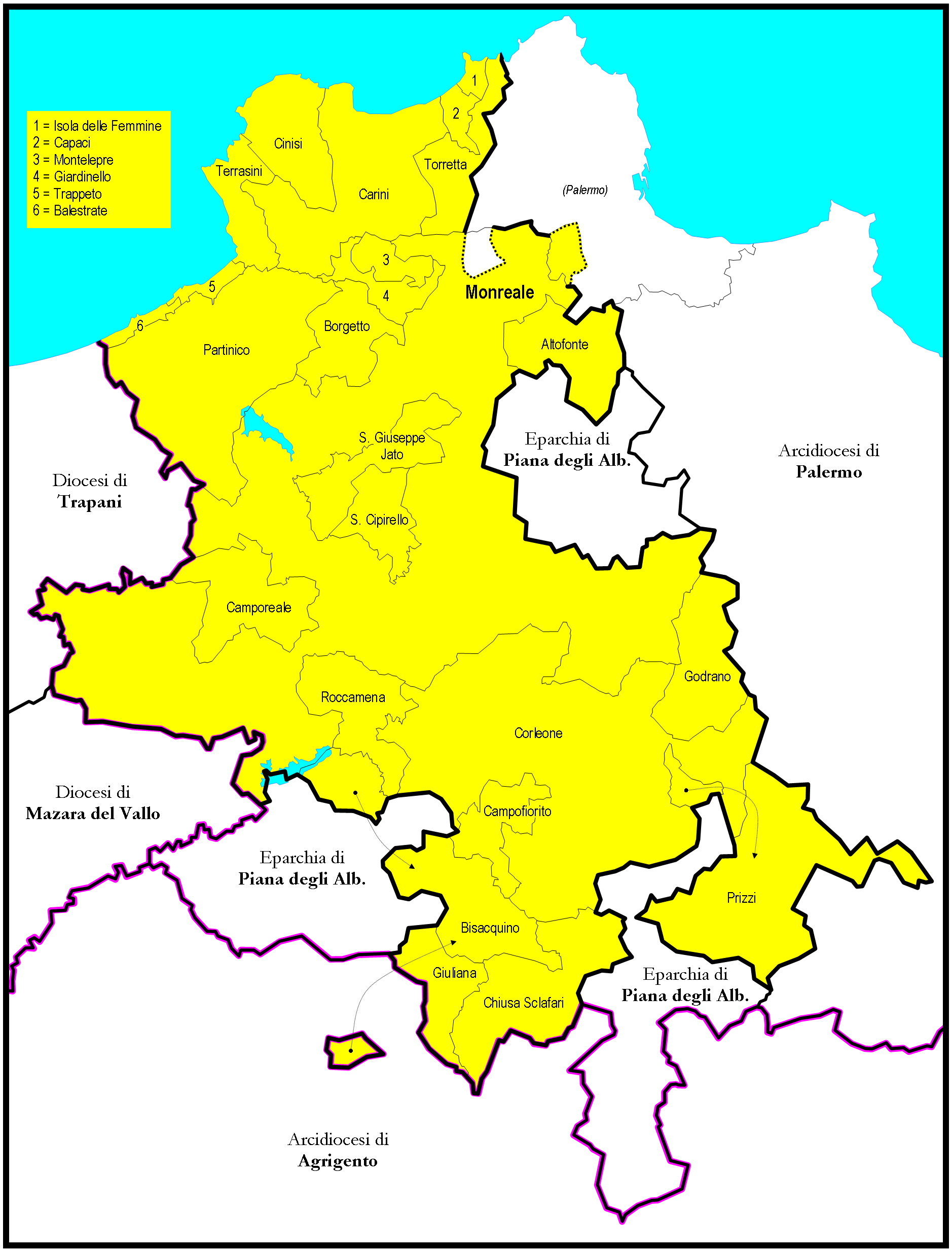
Territoire de l'archidiocèse.

L'archidiocèse est situé dans une partie de la ville métropolitaine de Palerme, les autres parties de cette ancienne province de Palerme sont partagées par l'éparchie de Piana degli Albanesi, les diocèses de Cefalù et de Caltanissetta et l'archidiocèse de Palerme, Monreale étant suffragant de ce dernier.
L'évêché est à Monreale où se trouve la cathédrale de Santa Maria Nuova. Le territoire de l'archidiocèse s'étend sur 1 509 km2 divisé en 70 paroisses, regroupées en 6 archidiaconés.

## Histoire
L'abbaye de Santa Maria Nuova di Monreale est déclarée exempte de la juridiction des archevêques de Palerme en 1174 par le pape Alexandre III, qui avec deux bulles successives Attendentes quomodo et Ex dette suscepti regiminis accorde à l'abbaye de nombreux privilèges. On ne sait pas si le premier abbé Teobaldo, élu en 1176, obtint la consécration épiscopale. Le prince normand Guillaume II de Sicile dote l'abbaye de nombreuses possessions, sur lesquelles l'abbé exerce la seigneurie féodale avec juridiction civile et pénale. Son successeur, élu deux ans plus tard, réussit à obtenir du pape Lucius III, par la bulle Licet Dominus du 5 février 1183, l'élévation de l'abbaye au rang d'archidiocèse métropolitain avec comme suffragant le diocèse de Catane et celui de Syracuse à partir de 1188. Le droit d'élire les archevêques est confié initialement aux moines du chapitre. En 1233, le pape Grégoire IX applique au Saint-Siège le droit de l'élection et contextuellement sécularise le chapitre, annulant ainsi l'ancien droit des moines.
En 1488, l'archevêque et cardinal Juan de Borgia reçoit dans le diocèse un groupe de réfugiés albanais de rite byzantin, leur accordant la plaine connue aujourd'hui sous le nom d'Albanaise. En 1590, l'archevêque Ludovic II de Torres établit le séminaire diocésain. Le 7 juillet 1775, le pape Pie VI, à la demande de Ferdinand III de Sicile, en vertu du bref apostolique Apostolici suscepti, unit aeque principaliter l'archidiocèse de Monreale à celui de Palerme.
L'union prend fin le 2 mars 1802 quand le pape Pie VII reconstitue Montreale comme siège métropolitain indépendant par la bulle Imbecillitas humanae mentis. Le 12 septembre 1816, il obtient comme suffragant le nouveau diocèse de Caltagirone. En 1832, il perd sa juridiction métropolitaine sur le diocèse de Syracuse. Le 20 mai 1844, par la bulle In suprema militantis Ecclesiae, Grégoire XVI conçoit une réorganisation générale des diocèses siciliens, Montreale s'agrandit de cinq municipalités ayant appartenu au diocèse d'Agrigente. Le 26 octobre 1937, il cède les paroisses de rite byzantin au profit du diocèse de Piana dei Greci (aujourd'hui éparchie de Piana degli Albanesi). Depuis le 2 décembre 2000, par la volonté du pape Jean-Paul II, Monreale perd son siège métropolitain tout en conservant le titre d'archidiocèse et devient suffragant de Palerme.

## Sources
- (it) Cet article est partiellement ou en totalité issu de l’article de Wikipédia en italien intitulé « Arcidiocesi di Monreale » (voir la liste des auteurs).
- (en) Catholic Hierarchy